# Dahara Airport
Dahara Airport är en flygplats i Mauretanien.   Den ligger i regionen Hodh Ech Chargui, i den sydöstra delen av landet, 900 km öster om huvudstaden Nouakchott. Dahara Airport ligger 208 meter över havet.
Terrängen runt Dahara Airport är mycket platt. Runt Dahara Airport är det glesbefolkat, med 8 invånare per kvadratkilometer. Närmaste större samhälle är Timbedgha, 13,6 km väster om Dahara Airport. Trakten runt Dahara Airport består i huvudsak av gräsmarker.